# Psalistops opifex
Psalistops opifex là một loài nhện trong họ Barychelidae. Loài này phân bố ờ Venezuela.